# Bürger Rudolf
Bürger Rudolf (Temesvár, 1908. október 31. – Temesvár, 1980. január 20.) magyar nemzetiségű román válogatott labdarúgó, hátvéd, edző.

## Pályafutása

### A válogatottban
1929 és 1939 között 34 alkalommal szerepelt a román válogatottban. Három világbajnokságon vett részt (1930, 1934, 1938).

## Sikerei, díjai
- Román bajnokság
  - bajnok: 1926–27, 1932–33, 1934–35, 1935–36, 1937–38
  - 2.: 1938–39
  - 3.: 1936–37, 1940–41
- Román kupa
  - győztes: 1934, 1936